# Mistrzostwa Polski Par Klubowych na Żużlu 1984
Mistrzostwa Polski Par Klubowych na Żużlu 1984 – zawody żużlowe, mające na celu wyłonienie medalistów mistrzostw Polski par klubowych w sezonie 1984. Rozegrano eliminację dla klubów drugoligowych, dwa turnieje półfinałowe oraz finał, w którym zwyciężyli zawodnicy Unii Leszno.

## Finał
- Chorzów, 21 czerwca 1984
- Sędzia: Irena Nadolna

| Miejsce | Kluby                | Suma | Zawodnicy                                                     | Punkty                                           |
| ------- | -------------------- | ---- | ------------------------------------------------------------- | ------------------------------------------------ |
| złoto   | Unia Leszno          | 24   | Roman Jankowski Zenon Kasprzak Włodzimierz Heliński           | 9 (3,3,2,d,1,0) 15 (2,2,3,3,2,3) ns              |
| srebro  | Stal Gorzów Wlkp.    | 22   | Edward Jancarz Jerzy Rembas Bogusław Nowak                    | 8 (2,0,–,–,3,3) 9 (3,3,0,3,–,–) 5 (–,–,1,1,1,2)  |
| brąz    | Wybrzeże Gdańsk      | 20   | Zenon Plech Grzegorz Dzikowski Dariusz Stenka                 | 11 (1,3,1,–,3,3) 6 (2,1,2,1,–,–) 3 (–,–,–,2,d,1) |
| 4       | Falubaz Zielona Góra | 18   | Andrzej Huszcza Maciej Jaworek Stefan Żeromski                | 8 (3,1,0,–,2,2) 10 (1,3,3,2,w,1) 0 (–,–,–,0,–,–) |
| 5       | Apator Toruń         | 14   | Wojciech Żabiałowicz Tadeusz Wiśniewski Eugeniusz Miastkowski | 2 (1,1,0,–,–,–) 7 (0,0,3,1,3,d) 5 (–,–,–,3,d,2)  |
| 6       | Stal Rzeszów         | 14   | Ryszard Czarnecki Antoni Krzywonos Janusz Stachyra            | 10 (1,2,1,3,–,3) 4 (0,d,2,–,1,1) 0 (–,–,–,0,0,–) |
| 7       | ROW Rybnik           | 13   | Antoni Skupień Henryk Bem Jan Nowak                           | 0 (0,0,–,–,d,–) 12 (2,2,2,2,2,2) 1 (–,–,d,1,–,d) |